# Chmielnik (gmina w województwie podkarpackim)
Chmielnik (do końca 1997 gmina Chmielnik Rzeszowski) – gmina wiejska w województwie podkarpackim, w powiecie rzeszowskim. W latach 1975–1998 gmina położona była w województwie rzeszowskim.
Siedziba gminy to Chmielnik.
Według danych z 30 czerwca 2004 gminę zamieszkiwały 6354 osoby. Natomiast według danych z 31 grudnia 2019 roku gminę zamieszkiwało 6945 osób.

## Struktura powierzchni
Według danych z roku 2002 gmina Chmielnik ma obszar 52,87 km², w tym:
- użytki rolne: 74%
- użytki leśne: 14%

Gmina stanowi 4,34% powierzchni powiatu.

## Demografia

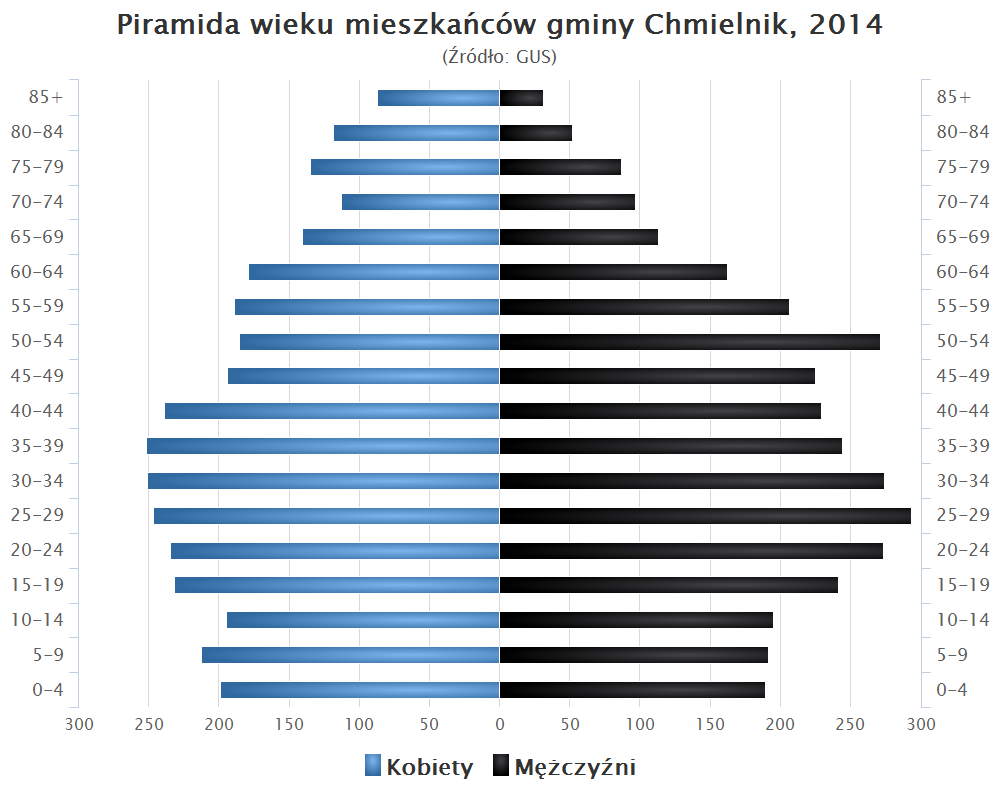
Piramida wieku mieszkańców gminy Chmielnik w 2014 roku

Dane z 30 czerwca 2004:
| Opis                              | Ogółem | Ogółem | Kobiety | Kobiety | Mężczyźni | Mężczyźni |
| --------------------------------- | ------ | ------ | ------- | ------- | --------- | --------- |
| jednostka                         | osób   | %      | osób    | %       | osób      | %         |
| populacja                         | 6354   | 100    | 3178    | 50      | 3176      | 50        |
| gęstość zaludnienia (mieszk./km²) | 120,2  | 120,2  | 60,1    | 60,1    | 60,1      | 60,1      |

## Sołectwa
Błędowa Tyczyńska, Borówki, Chmielnik, Wola Rafałowska, Zabratówka.

## Sąsiednie gminy
Hyżne, Krasne, Łańcut, Markowa, Rzeszów, Tyczyn